# Légtér
A légtér egy adott állam felségjoga alá tartozó légi terület. Több részre felosztott háromdimenziós rács, amely segíti a légiforgalom működését.

## Légtértípusok
Alapvetően megkülönböztethetünk ellenőrzött és nem ellenőrzött légtereket
Az ellenőrzött légterekben kizárólag a légiforgalmi irányító (ATC) engedélyével lehet belépni, míg a nem ellenőrzött légterekben ez nem szükséges.

### Ellenőrzött légtér típusai
Ellenőrzött légtérben polgári/állami repülőtéri irányítói körzetet, közelkörzeteti irányítói körzetet, valamint polgári irányítói körzetet különböztetünk meg.

### Nem ellenőrzött légtér típusai
A légiforgalmi légtér ellenőrzött légtéren kívüli, 9500’ AMSL alatti része. A nem ellenőrzött légtérben elsősorban a pilótákra hárul a felelősség.
A legkisebb repülési magasságra vonatkozó szabályok alól mentességet kapnak azon légijárművek, amelyek  különleges/speciális feladatokat látnak el, ezáltal repüléseiket a földfelszín közelében is végezhetik.

## Különleges légterek
- Korlátozott légtér (R-Restricted Area):  A légtér egy bizonyos területre vonatkozik, amiben a légijárművek repülésére korlátozások vonatkoznak. Ezen légtérben négyféle korlátozást különböztetünk meg: környezetvédelmi szempontból korlátozott, 250kt kisebb sebességű légijárművek számára korlátozott, polgári légijárművek számára korlátozott, vagy kizárólag a légiközlekedési hatóság engedélyével igénybe vehető légtér. A természetvédelmi területek feletti korlátozott légterek az általánostól eltérően (B-Bird Area) megjelöléssel kerültek kijelölésre.
- Időszakosan korlátozott légtér (TRA-Temporary Reserved Area): A légtér egy adott időben, egy bizonyos területre vonatkozik, amelyben állami légijármű által végzett tevékenység miatt a kívülálló személyek számára az ott tartózkodás veszélyes lehet.
- Veszélyes légtér (D-Danger Area):  A légtér egy adott időben, egy bizonyos területre vonatkozik, ahol éppen veszélyes tevékenység zajlik, például lőgyakorlat végrehajtása.
- Tiltott légtér (P-Prohibited Area): A légiközlekedés ebben a légtérben tilos. Magyarországon erre kijelölt tiltott légtér a Paksi Atomerőmű környezetében is kijelölésre került.
- Eseti légtér: Eseti jelleggel, egy bizonyos időre, közigazgatási hatósági eljárás során történő kijelölés útján jön létre. Igénybevételére jellemzően a légiközlekedés biztonságára veszélyt jelentő események, tevékenységek, pl. tűzijáték, repülősport-rendezvény, katonai hadgyakorlat esetén kerülhet sor.
- Vitorlázó légtér (SG): Meghatározott kiterjedésű, a vitorlázó- vagy siklórepülés biztonságos végrehajtása érdekében létrehozott légtér.
- Műrepülő légtér (SA): Meghatározott kiterjedésű, a műrepülés biztonságos végrehajtása érdekében létrehozott légtér.
- Drop Zone (DZ): Adott területen létrehozott, ejtőernyős ugrás vagy műrepülő tevékenység biztonságos végrehajtása érdekében igénybe vehető légtér, amely bejelentett üzemidő szerint működik: repülőterek felett kijelölt légtér, amelyben nem nyújtanak légiforgalmi szolgáltatást .
- Forgalmi tájékoztató körzet (TIZ): Nem ellenőrzött repülőterek körül kijelölt, adott területen kijelölt légtér, amelyben az érintett repülőtér repüléstájékoztató szolgálata nyújtja a repülések számára a repüléstájékoztató és riasztó szolgálatot.
- Koordinált légtér: A vitorlázó- vagy siklórepülő tevékenység biztonságos végrehajtása érdekében kialakított légtér, amelyben a repülések a koordinációs feladatokat ellátó szervezet közreműködésével hajthatók végre.
- Polgári irányítói körzet (CTR): Polgári irányítói körzet, melynek kiterjedését a földfelszíntől számítjuk.
- Katonai irányítói körzet (MCTR): Ellenőrzött légtér melynek kiterjedését a víz- vagy földfelszíntől egy adott magasságig számítjuk. Magyarországon jelenleg Kecskemét, Szolnok, Pápa repülőtér rendelkezik katonai irányítói körzettel. Ezek a légterek az alábbiak: LHKE/LHSN/LHPA No Drone Zone (NDZ) és a Kecskemét/Szolnok/Pápa MCTR No Drone Zone (MCTR NDZ).
- Polgári közelkörzeti irányítói körzet (TMA):Polgári repülőtereken végrehajtott helyi repülések, valamint le- és felszállási műveletek védelmére kijelölt polgári közelkörzeti irányítói körzet. Magyarországon jelenleg a Budapest Liszt Ferenc Nemzetközi Repülőtér az egyetlen repülőtér, ahol légiforgalmi irányítói szolgálatot nyújtanak.
- Katonai közelkörzeti irányítói körzet (MTMA): Katonai repülőtereken, katonai  feladatok biztonságos végrehajtása (például fel- és leszállási gyakorlatok) érdekében kijelölt irányítói körzet.
- No Drone Zone (NDZ): Az adott légtérben a pilóta nélküli légijárművek működtetése tilos, kivételt képeznek ezalól az eseti légtérben végrehajtott műveleteket. (Magyarország NDZ: Budapest Liszt Ferenc Nemzetközi Repülőtér területén, valamint Kecskemét, Szolnok, Pápa és Bácsbokod repülőterek területei.)[2]

## A légtér osztályozása
A Nemzetközi Polgári Repülési Szervezet (ICAO) az ellenőrzött és a nem ellenőrzött légtereket ’A’-tól ’G’-ig osztályozza. Az ’A’-tól ’E’-ig terjedő megjelölés ellenőrzött légteret, az ’F’ és a ’G’ jelölés nem ellenőrzött légterekre vonatkozik, melyekre abc sorrendben haladva egyre kevésbé szigorú szabályok vonatkoznak.
"A" osztályú légtér: Nagy sebesség, illetve repülési magasság jellemző azokra a légi járművekre, melyek ezt a légteret veszik igénybe. A repülőgépek IFR (műszer szerinti repülési szabályok) szerint repülnek.
"B" osztályú légtér: Főleg nagy forgalmú repülőterek körüli légtér, ahol a légi forgalmi irányítás szigorúbb szabályokat alkalmaz. Az utasszállító gépek jellemzően itt repülnek.
"C" osztályú légtér: Közepes forgalmú légtér, ahol az IFR és VFR (látás szerinti repülési szabályok) repülések is megengedettek, de a légiforgalmi irányítás segíti a pilótákat.
"D" osztályú légtér: A repülőterek körüli légtér, ahol a légi forgalmi irányítás alapvető szerepet játszik. A pilótáknak be kell jelentkezniük a légtérbe.
"E" osztályú légtér: Különböző magasságokban elérhető légtér, amelyben a VFR repülések szabadon hajthatók végre, IFR repüléseket is engedélyez.
"F" osztályú légtér: 2020-ban megszüntették.
"G" osztályú légtér: A legkevésbé szabályozott légtér, ahol a pilóták önállóan navigálhatnak, nincs szükség légi forgalmi irányításra.

## Magyar légtér
Magyarország teljes légterében a HungaroControl nyújtja az irányító szolgáltatást.
Magyarországon ellenőrzött légtérként "C" és "D" légtérosztály alkalmaznak, melyekben kötelező a repülési terv benyújtása, valamint a transzponder használata, illetve állandó kétoldalú rádiókapcsolatot kell fenntartaniuk az illetékes légiforgalmi irányító egységgel.